# Emigrationen från Sverige till Nordamerika

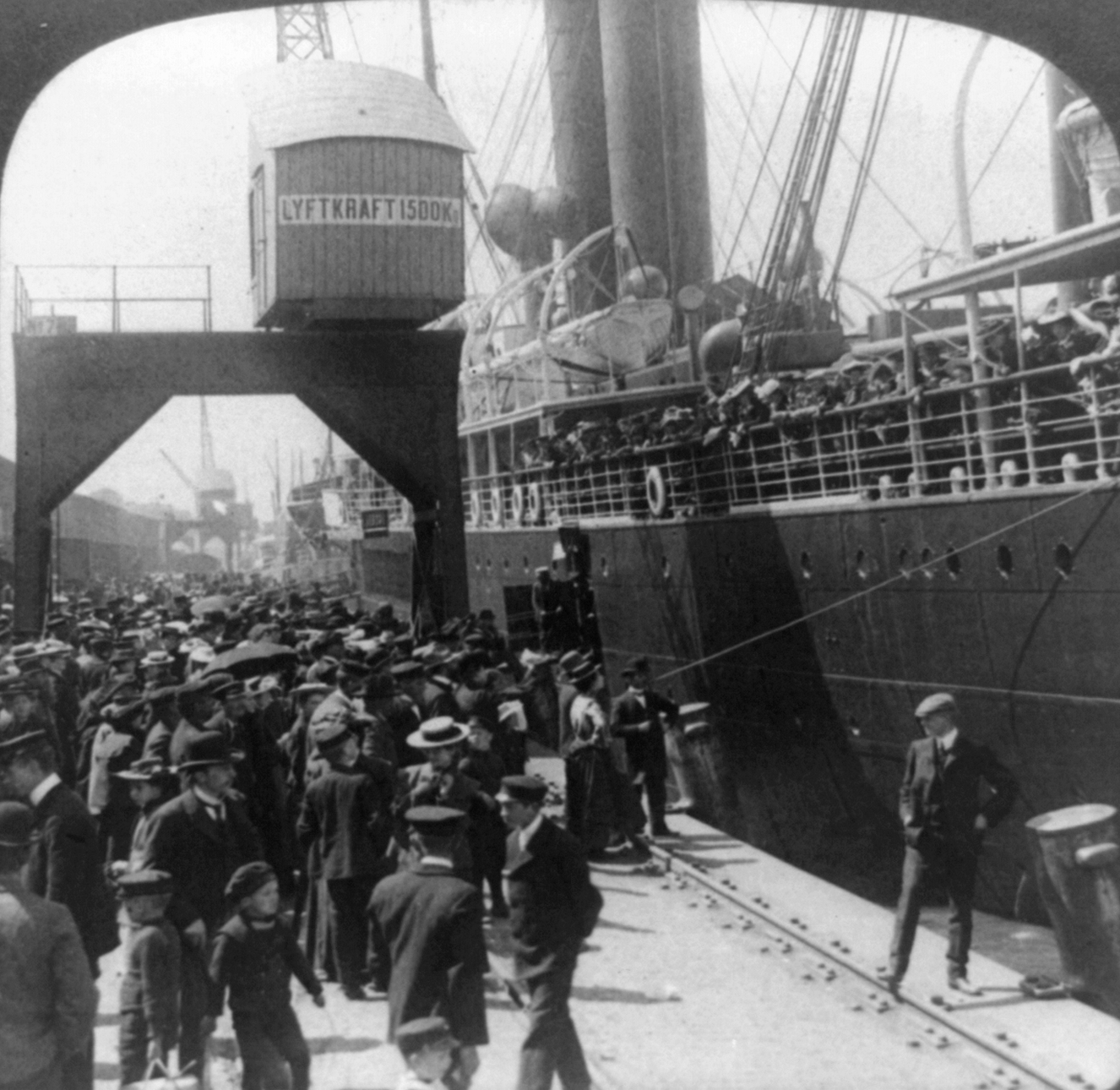
Svenska utvandrare går ombord på ett fartyg i Göteborg 1905.

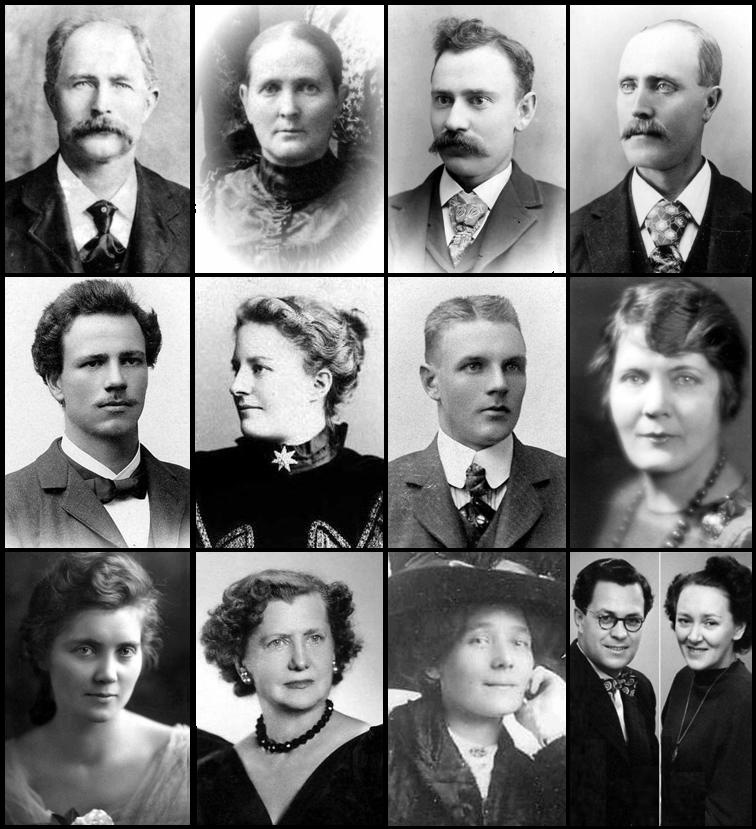
Några svenskfödda invandrare i USA från 1880- till 1950-tal.

Under emigrationen från Sverige till Nordamerika från mitten av 1800-talet till tidigt 1920-tal lämnade ungefär 1,5 miljoner svenskar Sverige och flyttade främst till USA. Efter hand återvände omkring en femtedel av emigranterna till Sverige. Resan till Amerika gick med båt över Atlanten. Visserligen hade den orörda jorden i den amerikanska Mellanvästern en stark dragningskraft på fattiga jordbrukare från hela Europa, men även andra faktorer var viktiga för många av de emigrerande svenskarna. Befolkningsökning stärkte konkurrensen om tillgänglig jord och missväxten 1867 försvårade förhållandena på den svenska landsbygden under en tid. Vid denna tid hade den svenska statskyrkan och en konservativ monarki fortfarande betydande inflytande, men det är oklart om det var en påtaglig drivkraft för emigrationen. De kanske enskilt viktigaste förklarande faktorerna är kombinationen av att stark befolkningsökning skapade ett arbetskraftsöverskott samtidigt som det var möjligt att flytta till USA där inkomstnivåerna var högre. Berättelser från tidigare svenska emigranter beskrev livet i Mellanvästern positivt och hyllade religiös tolerans, politisk frihet och alla tillfällen som gavs för att förbättra sin levnadsstandard. 
Den svenska emigrationen till Nordamerika ökade under 1850-talet och mer påtagligt efter det amerikanska inbördeskriget (1861–1865), då Sverige drabbades av flera missväxtår mot slutet av 1860-talet samt nådde sin kulmen under 1880-talet. Allmän rösträtt (för män) infördes i Sverige 1909, men det är oklart om frånvaron av rösträtt dessförinnan påverkade emigrationsstatistiken. Dessförinnan var rösträtten inkomstbaserad och den vanliga arbetaren kunde inte påverka politiken alls. Den amerikanska folkräkningen 1890 angav antalet svensk-amerikaner till närmare 800 000. Många av invandrarna blev typiska nybyggare, som röjde och odlade upp prärien, medan andra bodde kvar i städerna, i synnerhet Chicago. Unga, ogifta kvinnor som i Sverige hade varit jordbruksarbetare började ofta direkt som hembiträden hos familjer i amerikanska städer. Några av utvandrarna som etablerat sig i USA reste tillbaka till Sverige senare under 1800-talet, och det finns många berättelser om hur deras seder och vanor hade ändrats. Vissa återvände för att tillbringa sina sista år i Sverige, men några ska ha ändrat sig då de möttes av vad de ansåg vara en arrogant aristokrati och en nedbruten arbetarklass.
Efter en smärre nedgång på 1890-talet tilltog utvandringen igen. Detta ledde till riksomfattande oro i Sverige och fick den svenska riksdagen att tillsätta emigrationsutredningen 1907. Den rekommenderade sociala och ekonomiska reformer för att minska utvandringen genom att ”tillgodogöra sig och omsmälta det verkligt goda, som finnes i Amerika”. Utredningen gav sitt stöd till krav på reformer, bland annat allmän rösträtt, bättre bostäder (egnahemsrörelsen) och bättre skolväsen. Inverkan av dessa åtgärder är svår att uppskatta eftersom första världskriget (1914–1918) bröt ut året sedan kommissionen publicerat sin senaste rapport. Emigrationen avstannade nu nästan helt, för att åter ta fart i mer begränsad omfattning under 1920-talet men stoppades helt i och med att USA kvoterade invandringen mot slutet av decenniet.

## Äldre historia: en svenskamerikansk dröm
Den allra första emigrationsvågen från Sverige till Nordamerika bestod av de som skapade kolonin Nya Sverige utefter Delawarefloden på 1630-talet. Det var den minsta och mest kortlivade av de europeiska koloniala besittningarna och man räknar med att det där som mest fanns 700 till 800 svenskar och finnar i kolonin. Kolonin erövrades av Nederländerna 1655 och inlemmades i kolonin Nya Nederländerna. Trots detta fortsatte de ursprungliga svenska bosättarna att tala svenska till långt in på 1700-talet.
Historikern H. Arnold Barton har dragit slutsatsen att en viktig konsekvens av att man upprättade Nya Sverige, var att det skapade ett starkt och livskraftigt intresse för Amerika. Under upplysningen sågs Amerika som ett frihetens land och blev ett ideal för liberala svenskar. Deras beundran för Amerika kombinerades med idéerna om en svensk gyllene ålder och idealiserade teorier om det fornnordiska arvet. Fördärvade av utländskt inflytande skulle de tidlösa ”svenska värdena” kunna odlas av svenskar i den Nya världen. Det här skulle förbli ett genomgående tema i den svenska, och senare svenskamerikanska, diskursen om Amerika, även om de ”tidlösa” värdena förändrades med tiden. Under 1600- och 1700-talet skulle svenskar som argumenterade för religiös tolerans åberopa Amerika som ett paradexempel. Fokus gick från religion till politik under 1800-talet när liberalerna i det hierarkiska svenska klassamhället med beundran såg på den amerikanska republiken och dess medborgerliga rättigheter. Under 1900-talet omfattade den svenskamerikanska drömmen till och med en välfärdsstat med ansvar för sina medborgares välbefinnande. Den gemensamma nämnaren för dessa föränderliga idéer gick som en röd tråd som återkom under 1900-talet: Amerika som symbolen för och drömmen om den fria  individualismen.
Den svenska debatten om Amerika förblev till största del teoretisk före 1800-talet, eftersom svensken i gemen hade mycket begränsade kunskaper om nordamerikanska förhållanden. Emigration var olagligt och befolkningen betraktades som en nationell tillgång. Den svenska befolkningen fördubblades mellan 1750 och 1850, vilket ledde till oro för överbefolkning och livsmedelsbrist, en oro baserad bland annat på de teorier som lanserats av Thomas Malthus i slutet av 1700-talet. Först under 1830-talet upphävdes de lagar som förbjöd utvandring.

## 1800-talet

### Europeisk massutvandring: orsaker

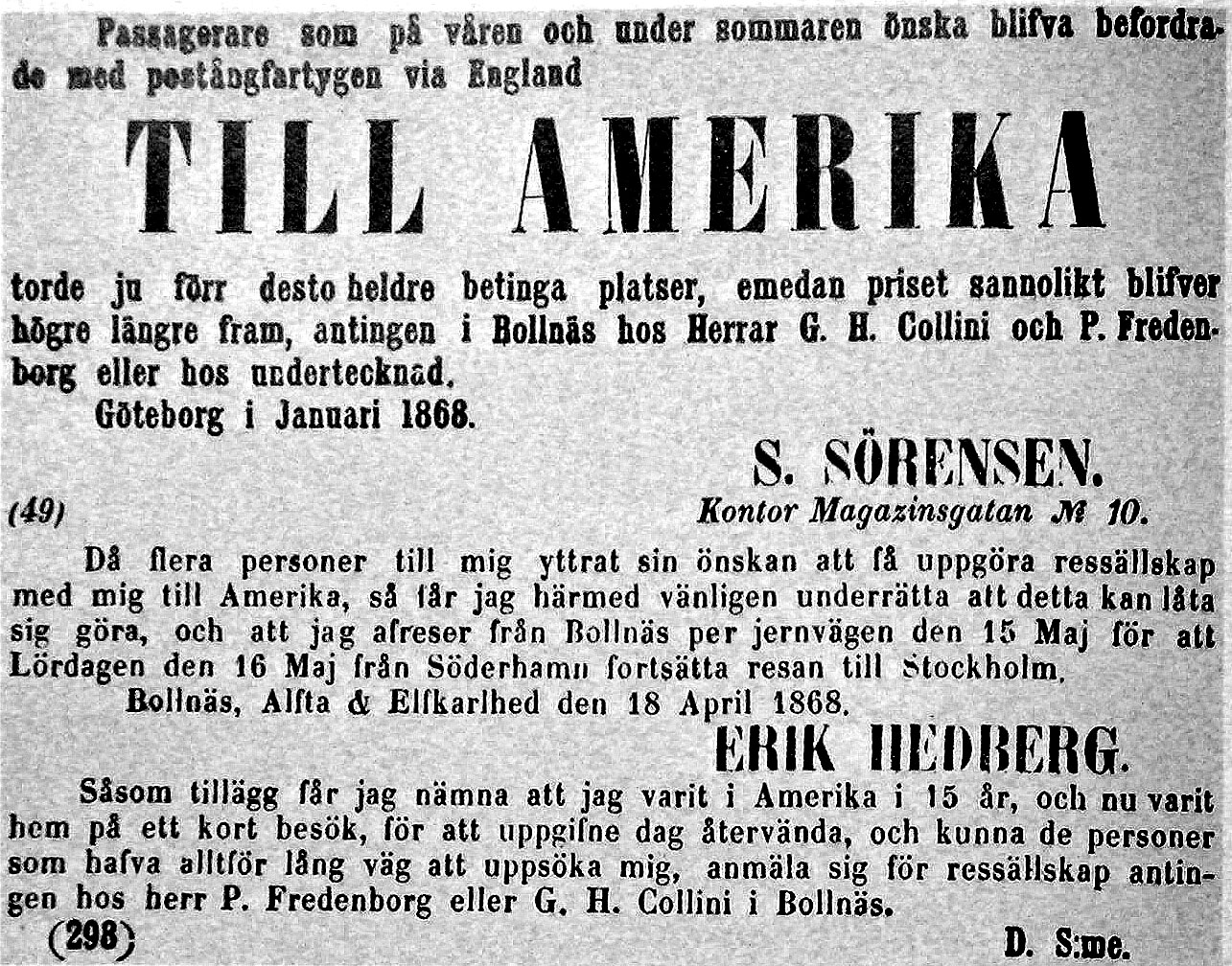
Annons från 1868 i Helsingen om att Amerikaresenärer ”torde ju förr desto heldre betinga platser, emedan priset sannolikt bliver högre längre fram”.

Storskalig europeisk utvandring till USA började under 1800-talet i Storbritannien och Tyskland och följdes av en stadigt stigande utvandring från de flesta nordiska länderna och senare från Central- och Sydeuropa. Forskningen om vilka faktorer som påverkade denna massemigration grundar sig på avancerade statistiska metoder. En teori som har fått utbrett stöd i forskarvärlden är H. Jeromes analys från 1926 av ”push and pull”-faktorer, förhållanden som stimulerat emigration i USA respektive Europa. Jerome upptäckte att variationer i antalet utvandrare samvarierade mer med ekonomisk utveckling i USA än i Europa och drog slutsatsen att ”pull” (goda ekonomiska möjligheter i USA) var starkare än ”push” (svåra förhållanden i Europa). Jeromes slutsatser har ifrågasatts men utgör fortfarande grunden för mycket av det som skrivits om ämnet. I fallet Sverige var det dock tydligt att det var under missväxtåren 1867–1869 som emigrationen växte till en verklig massrörelse. Under dessa svältår utvandrade nästan 60 000 svenskar, mer än dubbelt så många som under hela perioden 1851-67.
Emigrationsmönster i de nordiska länderna visar många slående skillnader. Massutvandringen började i Norge, som också hade den högsta andelen utvandrare under 1800-talet. Den svenska utvandringen började under tidigt 1840-tal och låg på tredje plats i Europa efter Irland och Norge. Danmark hade en konstant låg andel utvandring medan Island snart nådde en nivå som var jämförbar med Norges. Finland, där massutvandringen inte började förrän på sent 1880-tal, brukar räknas till den östeuropeiska utvandringsvågen.

### Resan över Atlanten

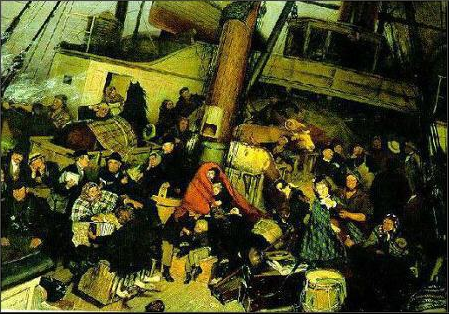
Utvandrarna av Knut Ekwall (1843-1912) är en konstnärlig vision av hur den transatlantiska upplevelsen kunde ha tett sig. Okänt datum.

De första europeiska emigranterna färdades i lastutrymmen på segeldrivna lastfartyg. I och med genomslaget för ångmaskinen etablerades effektivare persontrafik över Atlanten i slutet av 1860-talet. Det baserade sig på enorma linjefartyg som drevs av internationella rederier som Cunard Line, White Star Line och Inman Line. I takt med att hastigheten och kapaciteten på de stora ångfartygen steg, blev biljetterna billigare. Transportföretag organiserade den ofta långa och komplicerade färden till Amerika från hamnstäder som Stockholm, Göteborg och Malmö. Nordtyska agenter använde ofta linjen Stockholm–Lübeck där utvandrarna skickades vidare med tåg till Hamburg eller Bremen. Därifrån skeppades de till Southampton eller Liverpool i England och bytte till något av de stora transatlantiska fartygen med destination New York. Majoriteten av de svenska emigranterna åkte dock via Göteborg till Hull och sedan tåg genom England till Liverpool och de stora ångfartygen.
Under senare delen av 1800-talet finansierade de stora rederierna svenska emigrationsagenter och betalade tryckningen av stora mängder utvandringspropaganda. Mycket av materialet, som flygblad, producerades av immigrationsförespråkare i USA. Propaganda och rederiernas reklam beskylldes ofta för att spä på utvandringen av den konservativa svenska elit, som hade blivit allt mer oroad över att se arbetskraften lämna landet. Att skylla utvandringsvågen på rederiernas kampanjer och låga biljettpriser blev en populär klyscha under 1800-talet, men är något som delar forskarvärlden idag. Brattne och Åkerman har forskat i reklamkampanjer och biljettpriser som en bidragande faktor, men har inte funnit några påtagliga bevis för att de påverkade utvandringen. Trots att företagen så sent som 2007 är ovilliga att öppna sina arkiv, så tyder det begränsade antalet källor på att biljettpriserna sjönk under 1880-talet, men var ändå på grund av priskarteller dyrare än de borde ha varit. Å andra sidan påpekar H. A. Barton att kostnaden för att korsa Atlanten drastiskt sjönk mellan 1865 och 1890, och uppmuntrade fattiga svenskar att emigrera. Brattnes och Åkermans forskning har visat att de flygblad som rederierna tryckte lade mer vikt vid komforten och fördelarna att åka med enskilda företag än de goda förhållandena i den Nya världen. Beskrivningen av Amerika var inte förskönande och de allmänna råd som gavs var korta och sakliga. Annonsering i tidningar var vanligt förekommande, men var oftast enformig och stereotyp.

### Mitten av 1800-talet

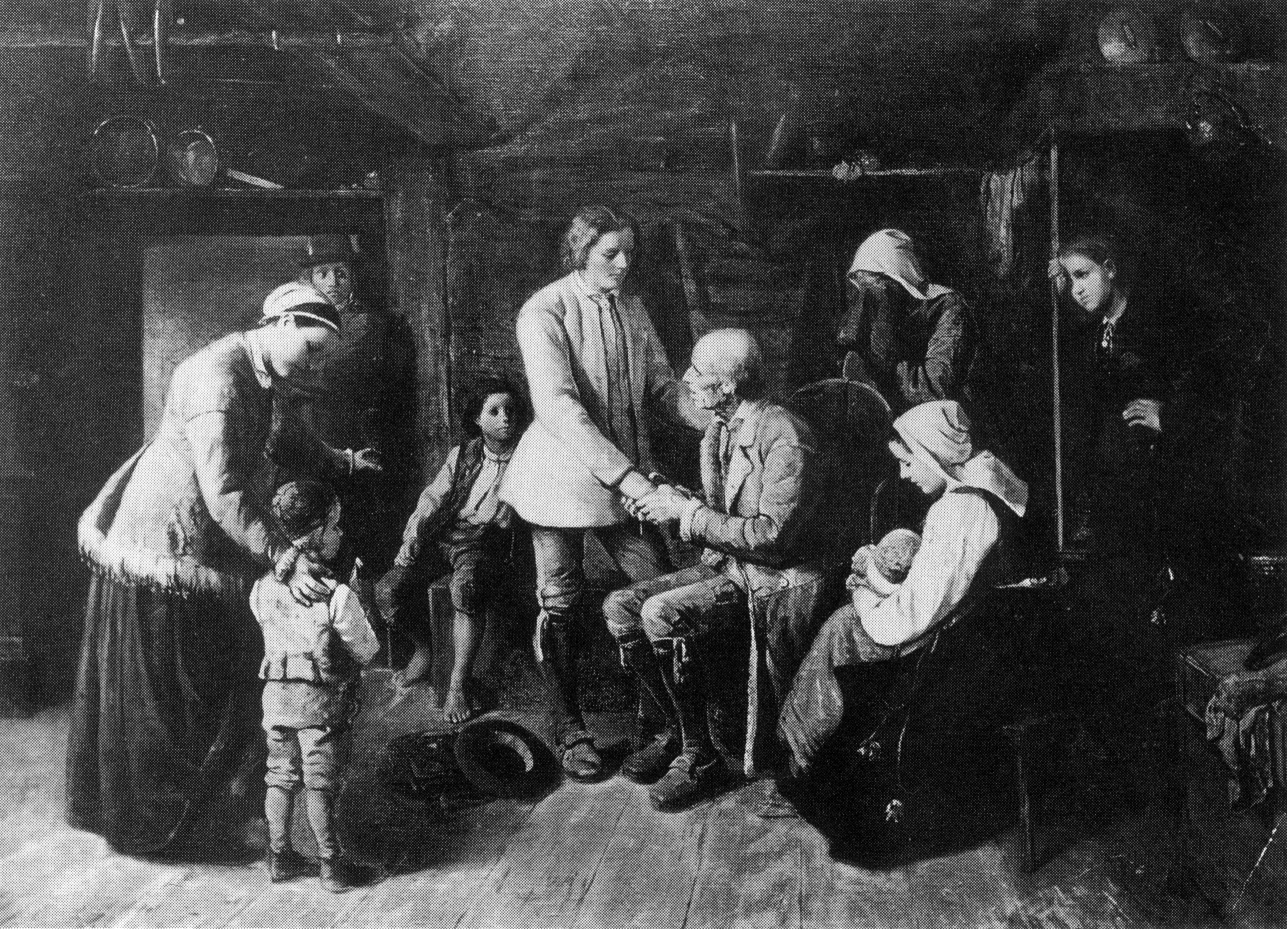
Utvandrarna av S. V. Helander (1839–1901): en ung bonde tar ett dämpat farväl av vänner och släkt.

Den svenska massutvandringen tog fart under våren 1841 när Gustaf Unonius (1810-1902) med sin fru, en husa och två studenter lämnade landet. Den lilla gruppen grundade en bosättning de kallade New Upsala (”Nya Uppsala”) vid Pine Lake, Wisconsin och började röja för nyodling. Gruppen var entusiastisk över nybyggarlivet och nedtecknade levande beskrivningar över det vackra landskapet. Unonius flyttade senare till Chicago och blev där desillusionerad över livet i USA, men hans hyllningar av den enkla och dygdiga tillvaron som nybyggare publicerades i liberala Aftonbladet och hade redan lockat svenskar att flytta västerut.
Den tilltagande utvandringen orsakades av ekonomiska, politiska och religiösa förhållanden i Sverige, särskilt på landsbygden. Europa var mitt inne i en ekonomisk depression. I Sverige gjorde befolkningstillväxt i kombination med missväxt det allt svårare för folk att försörja sig på de små jordlotter som minst tre fjärdedelar av befolkningen var beroende av. Förhållanden på landsbygden var särskilt svåra i det steniga och oförsonliga Småland, som skulle komma att bli den huvudsakliga källan för emigration. Den amerikanska Mellanvästern stod i stark kontrast till Småland och Unonius beskrev det i ett brev 1842 som ett idealland. Det fanns gott om bördig präriemark som ägdes av staten. Från 1841 såldes det till nybyggare för 1,25 dollar per acre (cirka 4000 kvadratmeter) efter en ny jordförvärvslag 1841 (som ersattes av den mer kända Homestead Act 1862). Den billiga jorden i Illinois, Iowa, Minnesota och Wisconsin var oemotståndlig för de landlösa och fattiga europeiska jordbrukarna och lockade även en del välbärgade bönder.
Den politiska friheten i den amerikanska republiken utgjorde ytterligare en dragningskraft. Svenska bönder var bland de mest läskunniga i Europa och blev därför påverkade av de radikala jämlikhetstankar som skakade Europa under 1840-talet. De politiska striderna mellan svenska liberaler och den konservativa och repressiva monarkistiska regimen skärpte den politiska medvetenheten bland de ogynnade, och många såg mot USA som ett sätt att förverkliga sina republikanska ideal.

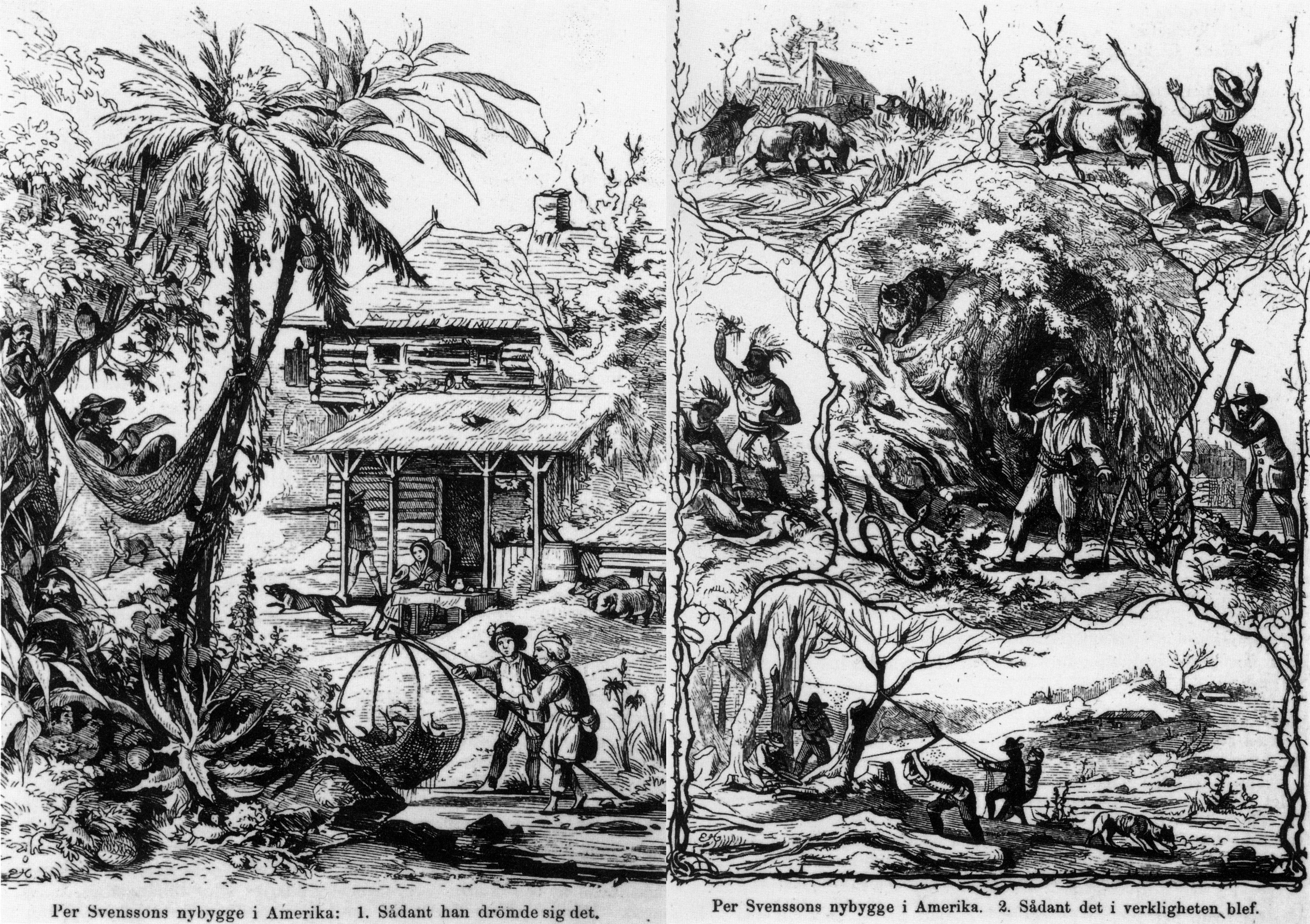
Svensk antiemigrationspropaganda som visar Per Svenssons dröm om en amerikansk idyll (vänster) och hans påstådda verklighet i vildmarken (höger) där han blir hotad av pumor, ormar och vilda indianer som är i full fart med att skalpera en man.

Religiösa avvikare var också förbittrade över hur de behandlades av den lutherska statskyrkan. Konflikter mellan kyrkans församlingar och utbrytargrupper var som hetast på landsbygden där pietistiska grupper var aktivare och där de var under strängare kontroll av rättsväsendet och sockenpräster. Officiella repressalier mot olagliga former av gudsdyrkan fick hela grupper av pietister att lämna landet tillsammans, med avsikt att grunda nya andliga gemenskaper i det nya landet. Den största gruppen, 1500 anhängare av Erik Jansson, lämnade Sverige under sent 1840-talet och grundade en by i Bishop Hill, Illinois.
Den första resehandboken för emigranter skrevs redan 1841 när Unonius lämnade landet och ytterligare nio stycken publicerades mellan 1849 och 1855. Stora antal skogshuggare och järngruvarbetare rekryterades för arbete i USA direkt i Sverige av företagsagenter. Agenterna som rekryterade rallare för att bygga de amerikanska järnvägarna dök för första gången upp 1854, när de sökte arbetskraft till Illinois Central Railroad.
Det svenska etablissemanget var mycket kritiskt till utvandringen. Det sågs som ett utarmande av arbetsstyrkan och uppstudsighet bland de lägre klasserna. Både andliga och världsliga myndigheter var djupt oroade. Många utvandrares dagböcker och memoarer beskriver karakteristiska scener där den lokale sockenprästen varnar att den som utvandrar riskerar sin själ bland utländska kättare. Den konservativa pressen skrev att utvandrarna saknade patriotism och moralisk styrka och att generellt var ”inga arbetare mera lata, sedeslösa och liknöjda än de, som till andra orter utvandra.” Utvandringen fördömdes som en irrationell ”mani”, en ”vurm” som utländska intressen lurat i den svenska allmogen. Den liberala pressen svarade med att påpeka att ”monarkismens tjänstehjon” var kallsinniga inför de eländiga förhållanden som rådde på den svenska landsbygden och de ekonomiska och politiska institutionernas efterblivenhet. 1851 kommenterade liberala Göteborgs Handels- och Sjöfartstidning sarkastiskt: ”Ja väl! Manien att vilja äta sig mätt, sedan man har arbetat sig hungrig! Vurmen att vilja på ett hederligt sätt försörja sig själv och sin familj.”

### Sent 1800-tal

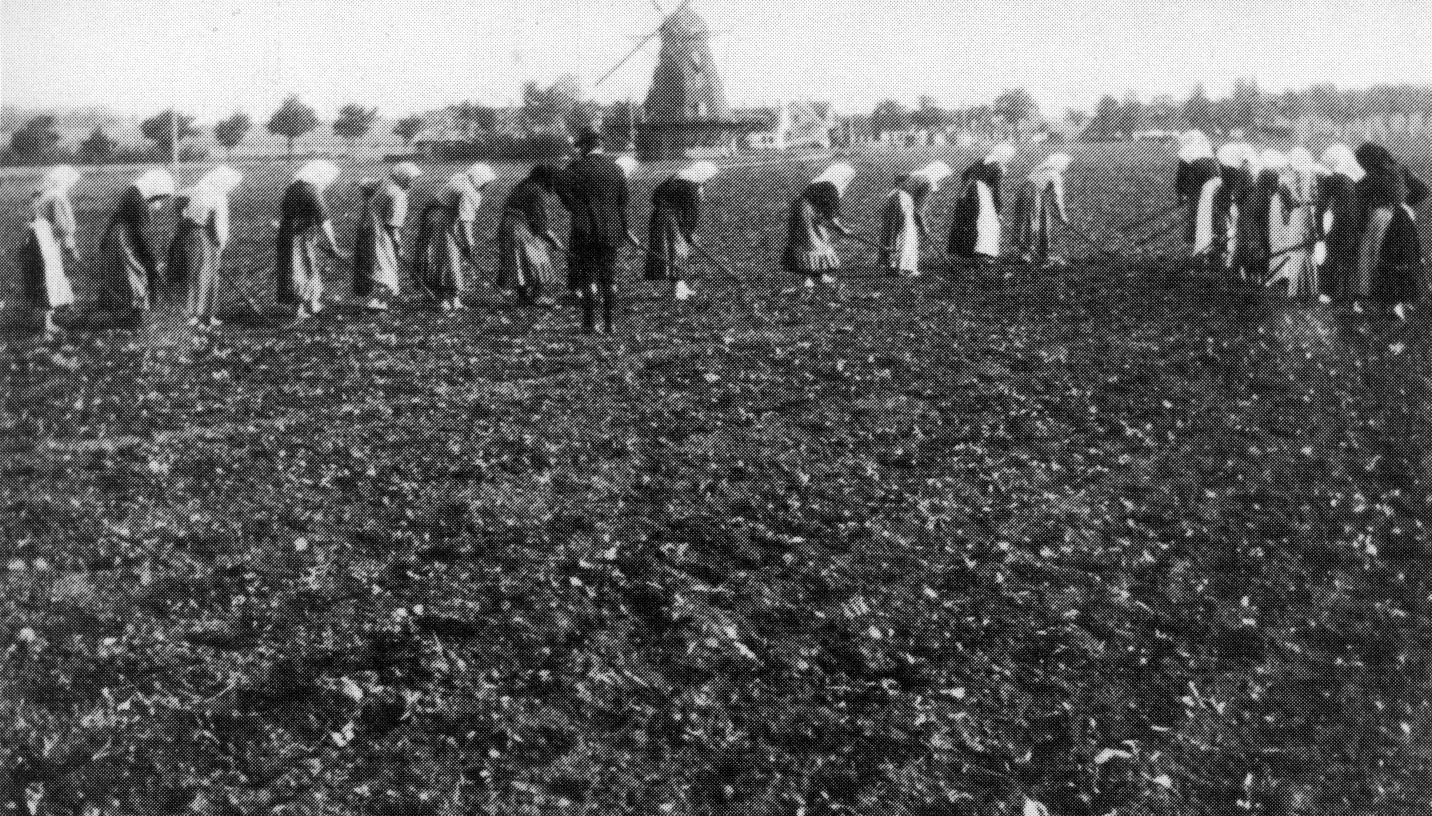
Kvinnliga lantarbetare vid en sockerbetsodling under sent 1800-tal. Gallring, ogräsrensing och skörden av sockerbetor förblev ett arbetsintensivt och icke-mekaniserat låglöneyrke genom 1800-talet och in på 1900-talet. Drömmen om nya möjligheter och ett moderniserat jordbruk i Amerika stod i kontrast mot detta arbete.

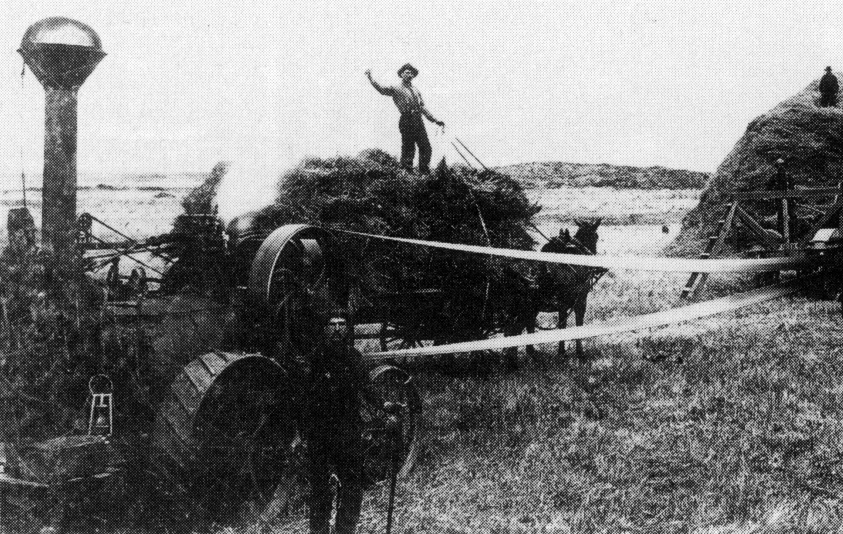
En ångdriven tröskmaskin i närheten av Hallock, Minnesota, 1882.

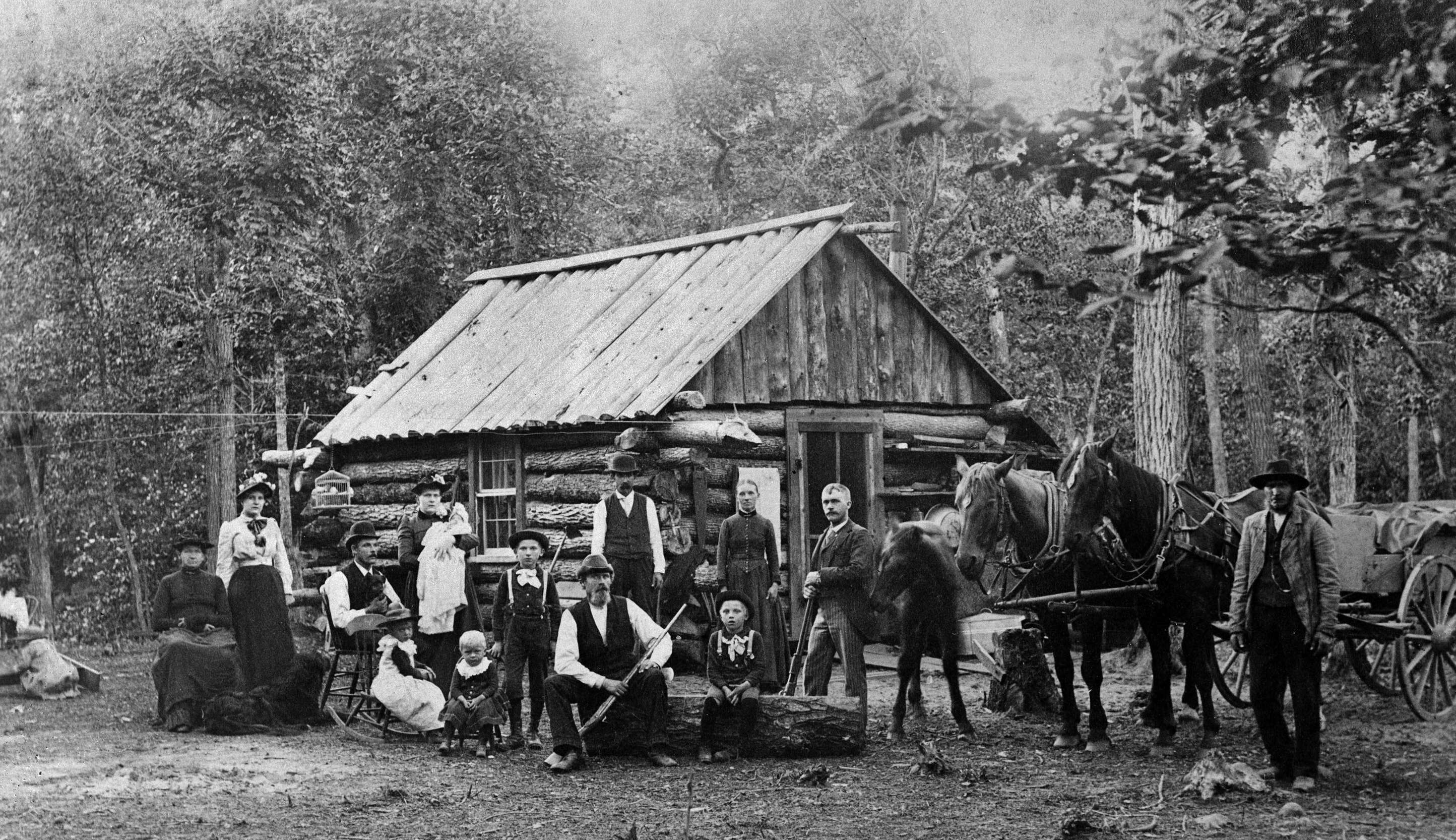
Olof Olsson från Nerikes Kil utvandrade ca 1880 till Rush City, Minnesota

Den svenska emigrationen till USA nådde sin höjdpunkt under decennierna efter amerikanska inbördeskriget (1861-65). Antalet svenskamerikaner 1865 uppskattades till cirka 25 000, en siffra som snart överskreds av den årliga invandringen. 1890 rapporterade den amerikanska folkräkningen att den svenskamerikanska befolkningen närmade sig 800 000 människor, med nya toppar i invandringen 1869 och 1887. De flesta bosatte sig i norr. Den stora majoriteten hade varit bönder i hemlandet och hade lämnat Sverige på grund av förödande missväxt och hade samtidigt lockats till USA av den stora tillgången på billig jord som gjorts tillgänglig i och med Homestead Act 1862. De flesta invandrarna blev nybyggare som röjde och odlade upp den orörda marken i Mellanvästern och utvidgade bebyggelsen västerut, in i Kansas och Nebraska. När större svenska bondesamhällen bildats på prärien, var den personliga kontakten med hemlandet den största drivande kraften för fortsatt utvandring. Det klassiska amerikabrevet till släkt och vänner ingöt stort förtroende eftersom det skrevs utifrån gemensamma värderingar och erfarenheter. När emigrationen var som störst, ledde amerikabreven till kedjereaktioner som nästan totalt avfolkade många socknar och löste upp nära sammansvetsade samhällen som sedan återförenades i den amerikanska Mellanvästern.
Även andra krafter verkade för att locka immigranter till städer, särskilt Chicago. Enligt H.A. Barton föll priset för att korsa Atlanten mer än 50 % mellan 1865 och 1890 och ledde till att allt fattigare svenskar bidrog till den strida strömmen av emigranter (jämför dock med Brattne och Åkerman, se ”Resan över Atlanten” ovan). De nya immigranterna var i allt högre utsträckning unga och ogifta. När enskilda individer snarare än hela familjer började emigrera, blev amerikaniseringen påtagligare eftersom yngre och ogifta utan besparingar tog de jobb som erbjöds och ofta i städerna. Även många som tidigare varit jordbrukare i Sverige sökte sig direkt till städer och bodde kvar där åtminstone tills de hade samlat tillräckligt mycket kapital för att gifta sig och köpa en egen gård. En allt större andel stannade kvar i städerna och bidrog inte bara till ökad utvandring utan även den inflyttning från landsbygd till stad som var förhärskande även i Europa.

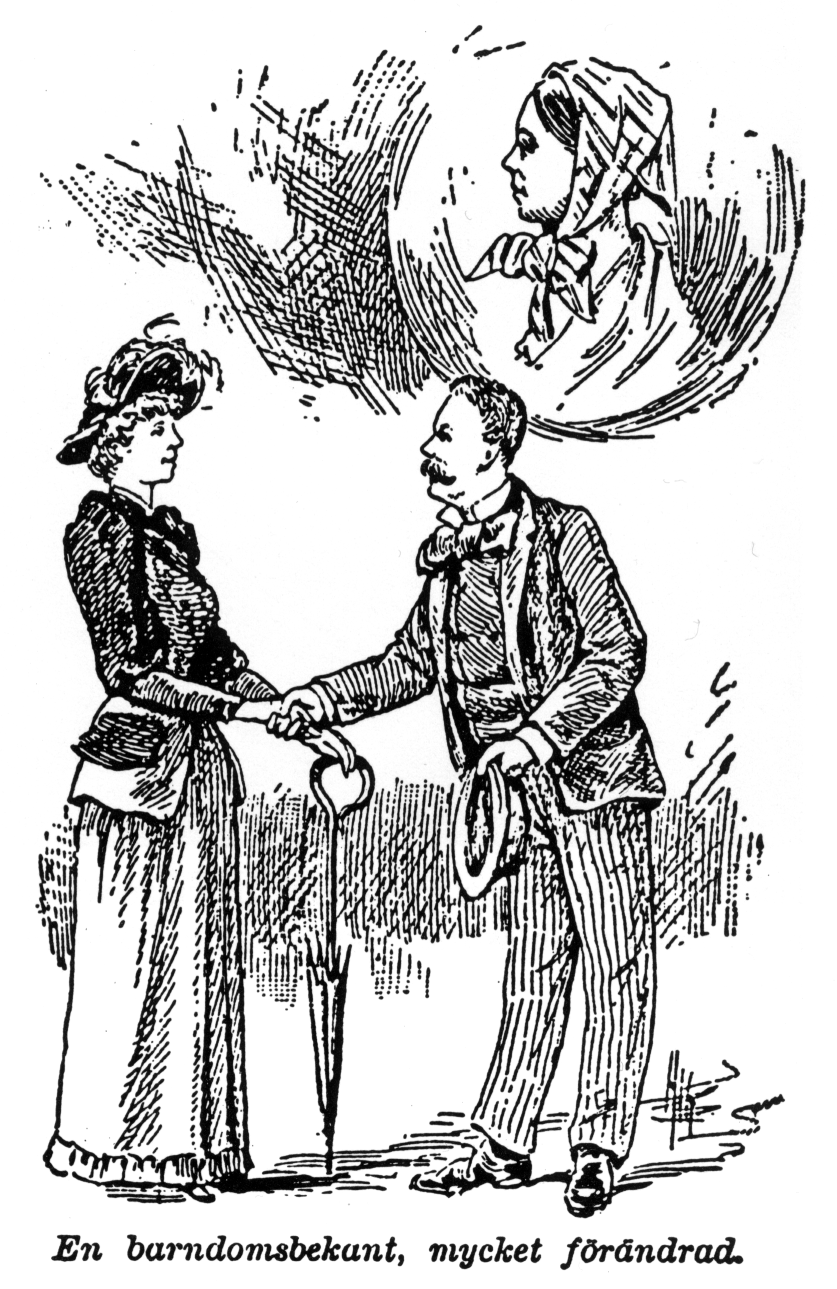
”En barndomsbekant, mycket förändrad”: unga svenska bondkvinnor blev ofta snabbt sofistikerade efter flytten till Amerika.

Ogifta unga kvinnor, en grupp som Barton anser vara särskilt betydande, gick direkt från jordbruksarbete i Sverige till att vara inneboende hembiträden i amerikanska städer. ”Litteratur och tradition har ofta bevarat den tragiska bilden av den invandrade nybyggarhustrun och -modern,” skriver Barton, ”som genomlevde prövningar, nöd och saknad i det otämjda gränslandet … Betydligt vanligare bland de nyanlända var däremot de unga ogifta kvinnorna … Som hembiträden i Amerika … blev de behandlade som familjemedlemmar i de hushåll de arbetade och betraktades som ’damer’ [ladies] av amerikanska män, som bemötte dem med en artighet och omtanke de aldrig upplevt i hemlandet.” Det fanns gott om anställningstillfällen eftersom skandinaviska husor var eftertraktade och de snabbt lärde sig språket och kulturen. De svenska männen blev å andra sidan ofta anställda i svenska arbetslag. De unga kvinnorna gifte sig ofta med svenskar och förde med sig en entusiasm för elegant amerikansk hövlighet och en förfining präglad av medelklassvärderingar. Många berömmande beskrivningar finns från sent 1800-tal av den sofistikering, elegans och det omisskännliga amerikanska manér som enkla svenska bondflickor tog till sig i sitt nya hemland.
Som nykomlingar blev svenskarna ofta illa omtyckta av infödda amerikaner, men när invandringen från södra och östra Europa under 1880-talet drastiskt ökade, kom skandinaverna i bättre dager i anglo-amerikanska ögon. Deras sätt var inte lika främmande: ”De är inte gatuförsäljare, positivhalare eller tiggare; de säljer inte kläder och driver inte pantbanker,” skrev den kongregationistiska missionären M W Montgomery 1885; ”de söker inte skydd under den amerikanska flaggan för att bland oss införa och främja … socialism, nihilism, kommunism … de är mer som amerikaner än något annat utländskt folk.” Skandinaverna välkomnades också som en protestantisk motvikt till de många irländska katoliker som strömmade in i USA.
Ett antal väletablerade svenskamerikaner besökte Sverige på 1870-talet och deras kommentarer har givit historiker en inblick i vilka kulturskillnader som uppstått. En grupp från Chicago återvände hem i ett försök att åter bosätta sig i Sverige för att tillbringa sina sista år i hemlandet, men ångrade sig när de mötte förhållanden i det svenska samhället under sent 1800-tal. De kände sig obekväma med vad de beskrev som klassnobberi, utbrett fylleri och en ytlig religiositet och åkte tillbaka till Amerika. Den mest kända återvändaren var Hans Mattson (1832–93), en tidig nybyggare i Minnesota som hade tjänstgjort som överste på nordsidan under amerikanska inbördeskriget och innehaft posten som statssekreterare i Minnesota. Han besökte Sverige 1868–69 för att rekrytera nybyggare för Minnesota Immigration Board och åter igen 1870 för att locka arbetare till att jobba på Northern Pacific Railroad.

## 1900-talet

### Emigrationsutredningen 1907–1913

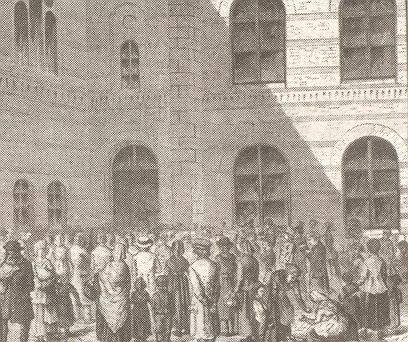
Avskedspredikan vid Stora tullhuset i Göteborg 1869, före avfärden till Amerika.

Emigrationen ökade igen kring sekelskiftet och nådde en ny topp 1903 då 35 000 lämnade landet. Siffrorna förblev höga till första världskriget och skrämde konservativa, som såg det som ett ifrågasättande av nationell solidaritet, och liberaler, som oroade sig för att arbetskraft nödvändig för ekonomisk utveckling gick förlorad. En femtedel av alla svenskar var nu bosatta i USA, och ett riksomfattande konsensus gav mandat för att frågan skulle utredas. En särskild Emigrationskommission upprättades och tog sig an uppgiften och publicerade sina resultat i 21 omfattande volymer med vad Barton har kallat en ”typiskt svensk noggrannhet”. Kommissionen underkände det konservativa förslaget att införa hårdare lagstiftning mot utvandring och gav i slutändan stöd för den liberala linjen som talade om ”att tillgodogöra sig och omsmälta det verkligt goda, som finnes i Amerika […] och så förmå vår ungdom att i sitt eget land se ’framtidslandet’” genom sociala och ekonomiska reformer. Högt på listan över angelägna reformer var allmän rösträtt (för män), bättre bostäder och ekonomisk utveckling. Särskilt stor vikt lades vid en bred folkbildning som skulle skynda på ”klass- och kastskillnadsprincipens utdrifvande ur vårt samhällslif”.
Klassklyftorna i det svenska samhället var stora och blev ett återkommande tema i kommissionens utlåtanden. Det nämndes som den huvudsakliga anledningen i 289 av de personliga berättelserna i utredningen. Dessa berättelser skrevs av anonyma svenskar i USA och Kanada som svar på efterfrågningar i svenskamerikanska tidningar och har stort kulturhistoriskt värde. Den övervägande majoriteten av svaren uttryckte entusiasm för det nya hemlandet och kritiserade svenska förhållanden. Bittra erfarenheter av snobberi i Sverige var ännu levande efter 40, 50 år i Amerika. Skribenterna mindes hårda arbetsvillkor, låga löner och den svåra fattigdomen på den svenska landsbygden. En kvinna som bodde i North Dakota skrev att i sin hemsocken i Värmland hade hon varit tvungen att tjäna sitt levebröd som piga. Hon hade varit tvungen att gå upp fyra på morgonen och blivit utfodrad med ”rutten sill och potatis […] utdelade i små portioner, så att jag inte kunde få tillfälle att äta mig sjuk”. I sin framtid såg hon ”intet hopp att kunna spara något för sjukdom eller ålderdom, utan fattighuset hägrade i fjärran för mig.” När hon var sjutton skickade hennes bröder, som redan emigrerat, en betald biljett till Amerika och då ”slog befrielsens timme”.
Bara ett år efter att kommissionen publicerat sin sista volym bröt första världskriget ut och stoppade effektivt nästan all utvandring och på 1920-talet upphörde den svenska massutvandringen. Franklin D. Scott har i en inflytelserik essä argumenterat för att skärpt amerikansk immigrationslagstiftning som trädde i kraft 1924 var orsaken. Barton å andra sidan pekar på att så gott som samtliga rekommendationer i utredningen, från industrialisering till sociala reformer, snabbt genomfördes. Han står fast vid att resultaten ”måste ha haft en påtagligt kumulativ effekt på det svenska ledarskapet och den allmänna opinionen”.

### Svenskamerikanerna

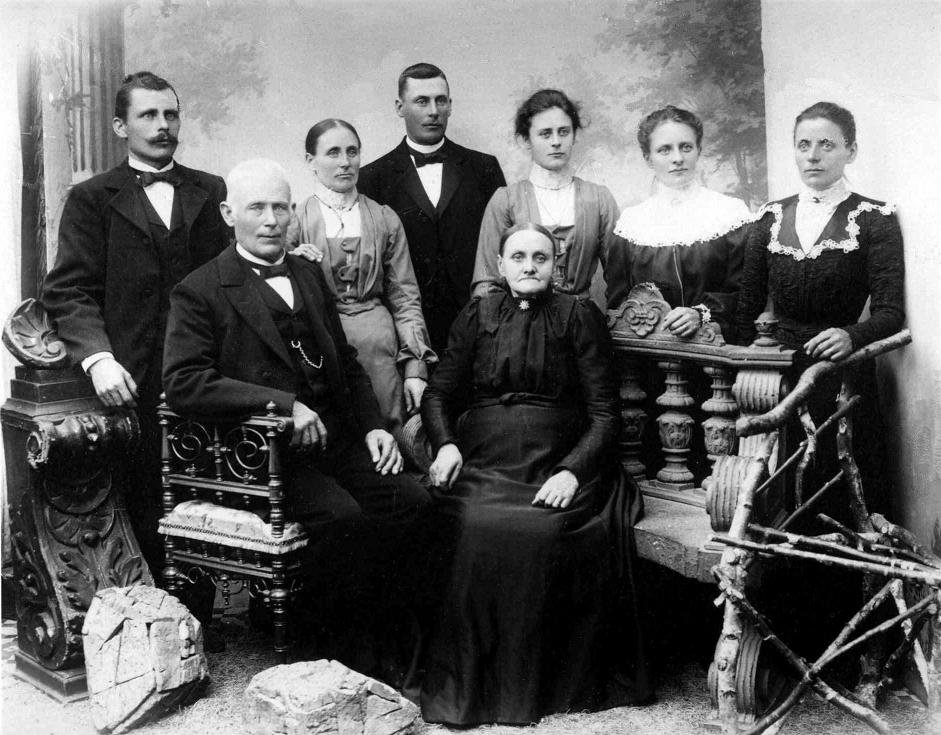
Högtidsstund hos fotografen när en utvandrad dotter Tekla F. Jansson (andra från höger) som gift sig i Chicago besöker borlängefamiljen Kalles Carl Mattsson år 1904.

Mellanvästern förblev det område där de flesta svenskamerikaner bodde, men dess ställning som svenskbygd ruckades under 1900-talet: 1910 bodde 54 % av svenska invandrare och deras ättlingar i Mellanvästern, 15 % i industriorter i öst och 10 % på västkusten. Chicago var i praktiken den svenskamerikanska huvudstaden och hyste 10 % av alla svenskamerikaner, över 100 000 människor. Det var den näst största svenska staden i världen efter Stockholm.
Svenskamerikanerna definierade sig som både amerikaner och svenskar och bibehöll en fascination och band till hemlandet. De nostalgiska hemresorna till Sverige som hade börjat på allvar på 1870-talet fortsatte långt in på 1900-talet och berättelser från dessa resor var populärt material bland svenskamerikanska förläggare. Berättelserna vittnade om blandade känslor, men varje ny våg av hemvändande amerikaner upplevde en återkommande indignation över svenskt klassnobberi och bristande respekt för kvinnor; många återvände till Mellanvästern stolta över sin nya amerikanska kultur.

### Sysselsättning i USA
Av första och andra generationens svenska invandrare till USA var år 1900 32,8% sysselsatta inom lantbruk och 35,1% sysselsatta inom industri.
År 1910 fanns det i USA 67.453 svenskfödda lantbrukare. Av dessa var 622 anställda socm chefer, 9725 var arrendatorer och resten var självägande lantbrukare.

## 2000-talet: det svenskamerikanska arvet

Fördelningen av svenskamerikaner i USA 2000 enligt den amerikanska folkräkningen.

I den amerikanska folkräkningen 2000 angav ca fyra miljoner amerikaner att de hade svenskt ursprung. Den faktiska siffran anses vara betydligt högre och man uppskattar att självdefinierade svenskamerikaner i USA snart kommer att vara fler än de nio miljoner sverigesvenskarna. Minnesota är den stat som har överlägset flest invånare av svensk härkomst; 9,6 % av befolkningen 2005.

### Utvandringen i litteratur och film
Den mest kända litterära skildringen av den svenska massutvandringen är romansviten Utvandrarna (1949–59) av Vilhelm Moberg (1898–1973). De fyra delarna av den episka romanen berättar historien om en utvandrarfamilj genom flera generationer, har sålts i över två miljoner exemplar och översatts till över tjugo språk. Böckerna har filmatiserats av Jan Troell som Utvandrarna (1971) och Nybyggarna (1972), som i sin tur varit inspirationen och grunden till Kristina från Duvemåla, en musikal från 1995 av tidigare Abba-medlemmarna Benny Andersson och Björn Ulvaeus. Mobergs romansvit har till stor del format synen på utvandringen i Sverige men  2016 gav Ola Larsmo ut Swede Hollow som ger en mer urban skildring av svenska immigranters liv i USA. 
Svenska Emigrantinstitutet grundades i Växjö 1965 i syfte att ”att bevara arkiv, intervjuer och minnen från den svenska emigrationsepoken 1846–1930.” I USA finns hundratals svenskamerikanska organisationer som har Swedish Council of America (ungefär ”Svenska rådet i USA”) som paraplyorganisation. Det finns svenskamerikanska museer i Philadelphia, Chicago, Minneapolis, och Seattle. Sedan 1964 uppmärksammas den nordiska invandringen till USA med Leif Erikson Day.

## Statistik
| År   | Svenskfödda | Norskfödda |
| ---- | ----------- | ---------- |
| 1850 | 3 559       | 12 678     |
| 1860 | 18 625      | ?          |
| 1870 | ?           | 114 243    |
| 1880 | 194 337     | ?          |
| 1890 | 478 041     | 322 665    |
| 1900 | 582 014     | ?          |
| 1910 | 665 183     | ?          |
| 1930 | 595 250     | ?          |

### Emigration från svenska län till USA år 1851-1910
| Län                     | Antal  |
| ----------------------- | ------ |
| Värmlands län           | 77 574 |
| Älvsborgs län           | 73 544 |
| Kalmar län              | 69 291 |
| Jönköpings län          | 67 945 |
| Östergötlands län       | 66 176 |
| Malmöhus län            | 55 061 |
| Skaraborgs län          | 54 802 |
| Kristianstads län       | 53 088 |
| Stockholms stad och län | 52 048 |
| Kronobergs län          | 49 479 |
| Hallands län            | 46 298 |
| Göteborgs och Bohus län | 38 855 |
| Kopparbergs län         | 36 852 |
| Örebro län              | 36 666 |
| Gävleborgs län          | 36 058 |
| Västernorrlands län     | 28 133 |
| Jämtlands län           | 17 612 |
| Norrbottens län         | 12 879 |
| Västmanlands län        | 11 661 |
| Gotlands län            | 11 349 |
| Södermanlands län       | 11 047 |
| Västerbottens län       | 9 888  |
| Uppsala län             | 5 612  |

Källa: SCB

### Emigranter från Sverige till Nordamerika per år 1851-1940
| År        | Emigranter till USA | Emigranter till Kanada |
| --------- | ------------------- | ---------------------- |
| 1851      | 932                 |                        |
| 1852      | 3 031               |                        |
| 1853      | 2 619               |                        |
| 1854      | 3 980               |                        |
| 1855      | 586                 |                        |
| 1856      | 969                 |                        |
| 1857      | 1 762               |                        |
| 1858      | 512                 |                        |
| 1859      | 208                 |                        |
| 1860      | 266                 |                        |
| 1861-1865 | 9 420               |                        |
| 1866      | 4 466               |                        |
| 1867      | 5 893               |                        |
| 1868      | 21 472              |                        |
| 1869      | 32 050              |                        |
| 1870      | 15 430              |                        |
| 1871      | 12 985              |                        |
| 1872      | 11 838              |                        |
| 1873      | 9 486               |                        |
| 1874      | 3 380               |                        |
| 1875      | 3 591               |                        |
| 1876      | 3 702               |                        |
| 1877      | 2 921               |                        |
| 1878      | 4 242               |                        |
| 1879      | 12 761              |                        |
| 1880      | 36 263              |                        |
| 1881      | 40 642              |                        |
| 1882      | 44 359              |                        |
| 1883      | 25 675              |                        |
| 1884      | 17 664              |                        |
| 1885      | 18 222              |                        |
| 1886      | 27 913              |                        |
| 1887      | 46 252              |                        |
| 1888      | 45 561              |                        |
| 1889      | 28 529              |                        |
| 1890      | 29 487              | 12                     |
| 1891      | 36 134              | 31                     |
| 1892      | 40 990              | 113                    |
| 1893      | 37 321              | 51                     |
| 1894      | 9 529               | 25                     |
| 1895      | 14 982              | 20                     |
| 1896      | 14 874              | 37                     |
| 1897      | 10 109              | 39                     |
| 1898      | 8 534               | 35                     |
| 1899      | 11 842              | 33                     |
| 1900      | 16 209              | 93                     |
| 1901      | 20 306              | 57                     |
| 1902      | 33 151              | 189                    |
| 1903      | 35 439              | 329                    |
| 1904      | 18 533              | 335                    |
| 1905      | 20 520              | 253                    |
| 1906      | 21 242              | 365                    |
| 1907      | 19 325              | 399                    |
| 1908      | 8 873               | 245                    |
| 1909      | 18 331              | 334                    |
| 1910      | 23 529              | 655                    |
| 1911      | 15 571              | 669                    |
| 1912      | 13 896              | 611                    |
| 1913      | 16 329              | 692                    |
| 1914      | 9 589               | 311                    |
| 1915      | 4 538               | 39                     |
| 1916      | 7 268               | 153                    |
| 1917      | 2 462               | 76                     |
| 1918      | 1 416               | 57                     |
| 1919      | 3 777               | 112                    |
| 1920      | 6 691               | 254                    |
| 1921      | 5 430               | 263                    |
| 1922      | 8 455               | 303                    |
| 1923      | 24 948              | 1 422                  |
| 1924      | 7 036               | 1 192                  |
| 1925      | 8 637               | 738                    |
| 1926      | 9 693               | 1 154                  |
| 1927      | 8 735               | 1 992                  |
| 1928      | 9 179               | 2 306                  |
| 1929      | 6 951               | 1 882                  |
| 1930      | 2 868               | 606                    |
| 1931      | 919                 | 68                     |
| 1932      | 474                 | 48                     |
| 1933      | 682                 | 46                     |
| 1934      | 710                 | 31                     |
| 1935      | 560                 | 20                     |
| 1936      | 664                 | 32                     |
| 1937      | 876                 | 39                     |
| 1938      | 634                 | 20                     |
| 1939      | 746                 | 31                     |
| 1940      | 619                 | 14                     |

Källor: För emigrationen till USA, Statistisk tidskrift samt Statistisk årsbok för Sverige, utgivna av Statistiska centralbyrån (SCB). För emigrationen till Kanada, Statistiska centralbyråns årliga befolkningsstatistik 1890-1910. I siffrorna till Kanada medräknas Newfoundland. Emigrationen till Kanada åren 1899-1900 är i källan "Brittiska Nordamerika". För siffrorna 1911-1938 är källan Ut- och invandring som publicerades årligen av SCB, och för 1939-1940 Statistisk årsbok för Sverige.